# 和多田
和多田（わただ）は、佐賀県唐津市にある地名。行政区域は海士町、百人町、東百人町、用尺、本村、先石、南先石、西山、天満町一丁目～二丁目、大土井に跨り、頭に『和多田』を冠する。大字和多田を除き全地域で住居表示を実施している。当地域の人口は8,939人（2009年12月1日現在、住民基本台帳人口調査による。唐津市調べ）。

## 概要
唐津市中心部から南東約3kmの郊外に位置し、市内では比較的人口の多い地域である。主に住宅街となっており、国道202号・国道203号・国道204号が通る市内の道路交通の要衝で、沿線はロードサイド店舗が密集する典型的な郊外型商業地となっている。また、JR筑肥線和多田駅があり、唐津線が南北を貫く。東は松浦川を挟んで鏡、南は養母田鬼塚、西は唐津市中心部と隣接している。

## 教育機関
・唐津市立外町小学校
和多田海士町、和多田百人町、和多田東百人町、和多田先石、和多田南先石、和多田用尺
・唐津市立成和小学校
和多田本村、和多田西山、和多田大土井、和多田天満町一丁目、和多田天満町二丁目
・唐津市立第五中学校